# Laubenheim
Laubenheim là một đô thị thuộc huyện Bad Kreuznach trong bang Rheinland-Pfalz, phía tây nước Đức. Đô thị Laubenheim có diện tích 3,34 km², dân số thời điểm ngày 31 tháng 12 năm 2006 là 792 người.